# نیرادیهازا
نیراِدْیْهازا (به مجاری: Nyíregyháza) در سابولچ-ساتمار-برگ در کشور مجارستان واقع شده‌است. جمعیت این شهر ۱۱۶٫۲۹۸ نفر است.